# Uvariopsis solheidii
Uvariopsis solheidii là loài thực vật có hoa thuộc họ Na. Loài này được (De Wild.) Robyns & Ghesq. miêu tả khoa học đầu tiên năm 1933.